# Newski Prospekt
Newski Prospekt (ros. Не́вский проспе́кт) – główna ulica Petersburga. Zaplanowana przez Piotra Wielkiego.
Aleja łączy budynek Admiralicji, Dworzec Moskiewski i sobór Aleksandra Newskiego. Przy Newskim Prospekcie znajdują się m.in. neoklasyczny sobór Kazańskiej Ikony Matki Bożej, Dom Knigi, monument Katarzyny II, Grand Hotel Europa, Rosyjska Narodowa Biblioteka.
Ulica przekracza rzekę Fontankę po zbudowanym w latach 1839–1841 moście Aniczkowskim, ozdobionym posągami koni dłuta Jerzego Klodta von Jürgensburga. Most ten udekorowano w 1842 dwiema identycznymi grupami jeźdźców prowadzących ujarzmione konie – brązowe rzeźby stanęły po stronie wschodniej mostu, a ich identyczne kopie z gipsu po stronie zachodniej. Rzeźby gipsowe dwukrotnie miano zastąpić brązowymi, jednak posągi cieszyły się tak ogromną popularnością, że dwukrotnie car ofiarował je w prezencie: cesarzowi Niemiec do Berlina oraz królowi Królestwa Obojga Sycylii do Neapolu. Ostatecznie autor wykonał na drugi kraniec mostu dwa zupełnie nowe posągi umieszczone na moście w 1851 roku. Zamiast grupy Dioskurów, powstał nowy temat – 4 etapy ujarzmienia konia.
W latach 1918–1944 Newski Prospekt nosił nazwę Prospektu 25 Października, na cześć rewolucji październikowej.

## Galeria

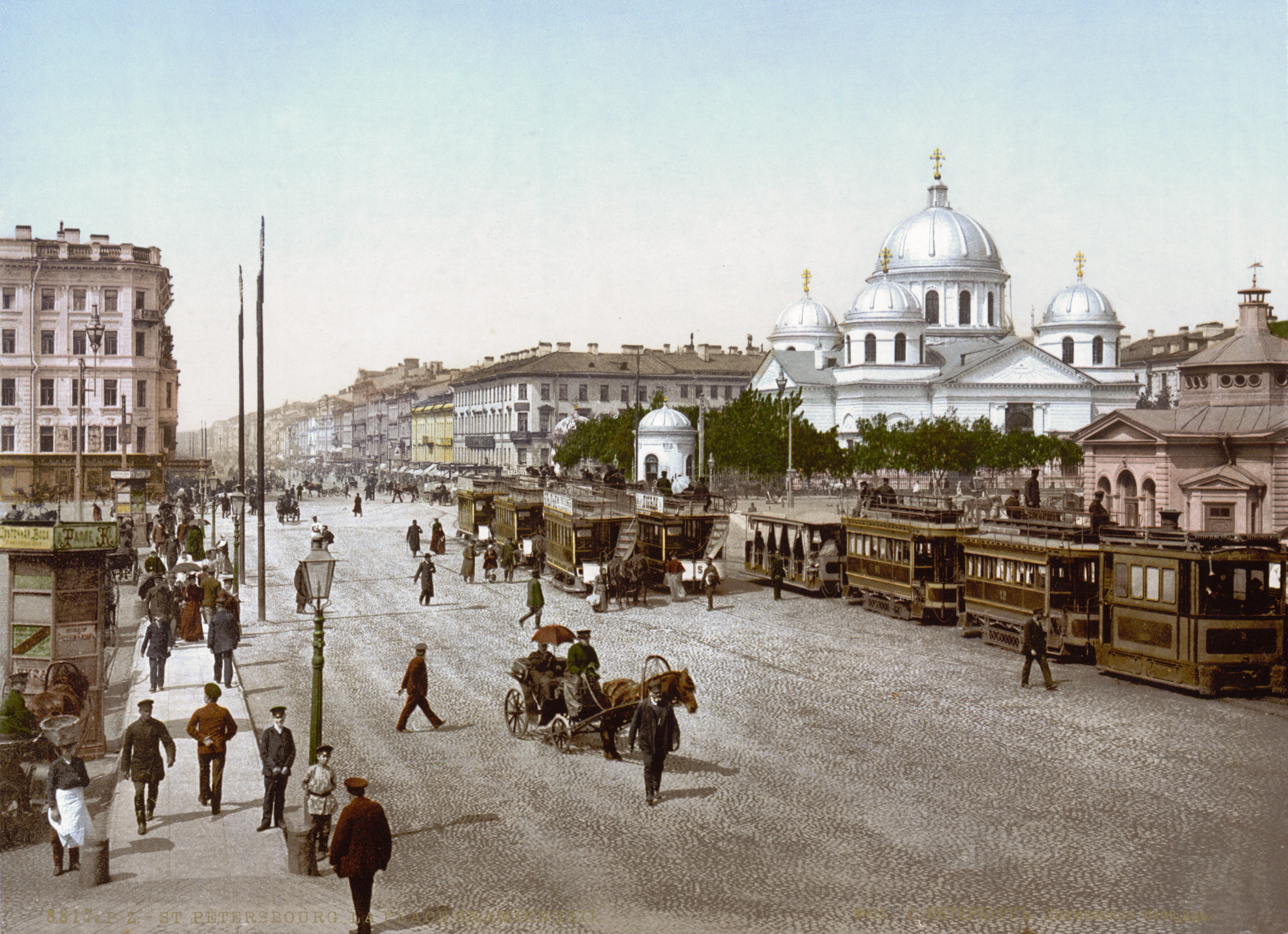
Newski Prospekt ok. 1890
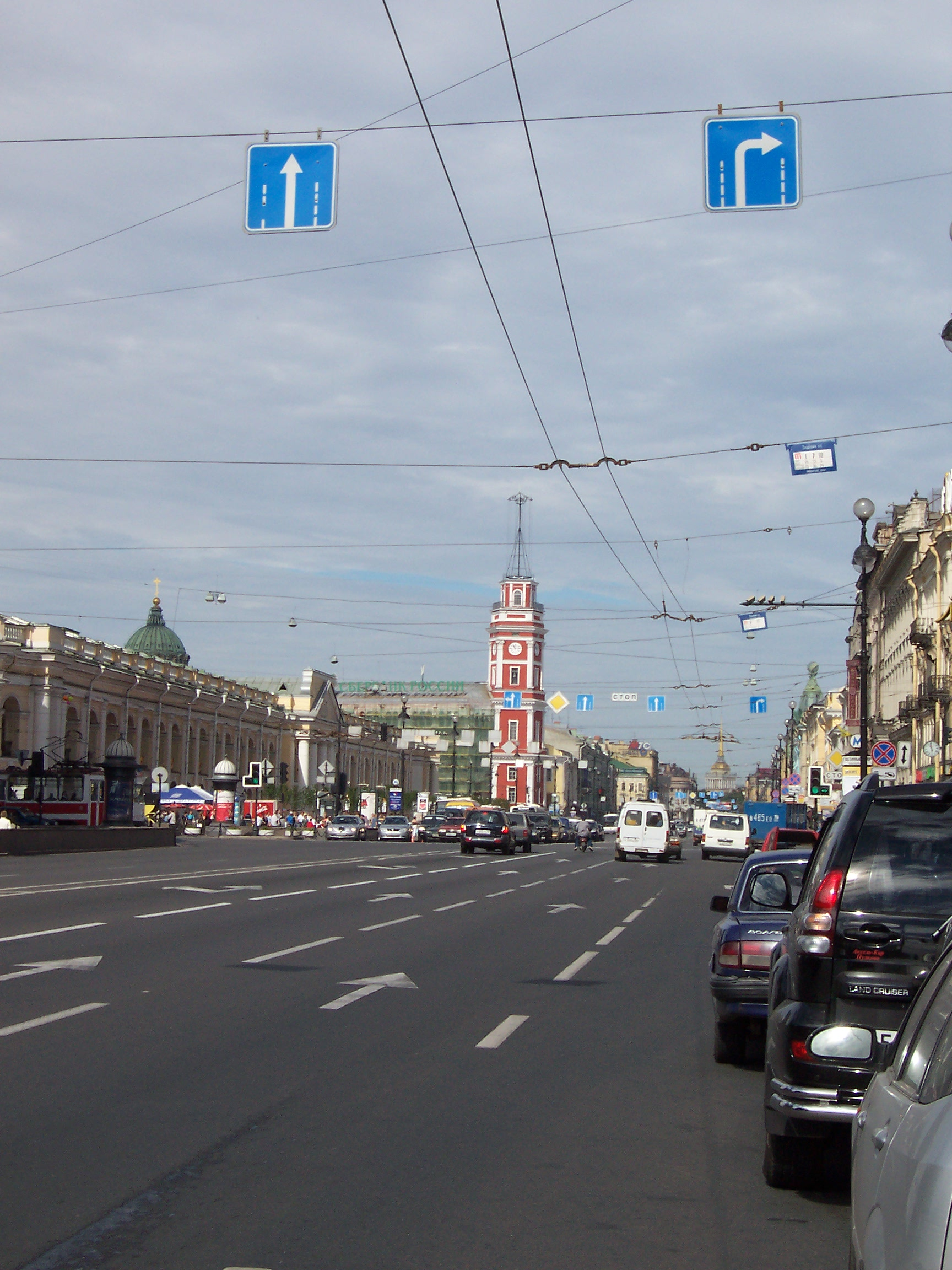
Newski Prospekt obecnie
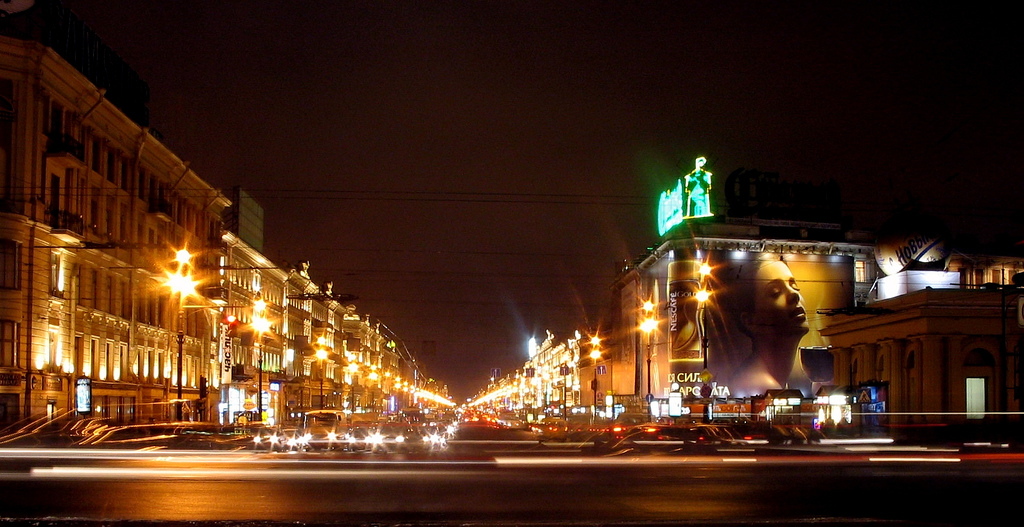
Newski Prospekt nocą